# Историческая социология
Историческая социология или социология истории — отрасль социологии, которая сосредоточивает внимание на том, как общества развиваются в истории. Она рассматривает, как социальные структуры, которые обычно воспринимаются как естественные, формируются в результате сложных и длительных социальных процессов. К главным вопросам, которые исследует современная историческая социология относятся: возникновение капитализма, революции и общественные движения, причины возникновения, существования и упадка империй, природа государств и процессы создания государства, социальное неравенство и гендер.

## Возникновение и развитие
По утверждению Ричарда Лахмана, социология с самого начала создавалась как историческая дисциплина, предметом которой были социальные трансформации, но постепенно социологи все больше начали сосредотачиваться на современном обществе, анализировать отдельные аспекты статического среза общества и пытаться объяснить индивидуальное поведение. Соответственно, современная историческая социология является «способом в пределах самой социологии сохранить верность фундаментальному проекту дисциплины „отцов-основателей“ (Маркса, Вебера, Дюркгейма)».
В 1920-х — 1950 годах историческая ориентация в социологии почти исчезает. Отдельные исследователи, творчество которых можно отнести к этому направлению (как Карл Поланьи и его фундаментальное исследование «Великая трансформация»), в этот период стояли в стороне от общего развития социологии. Даже труд Норберта Элиаса «О процессе цивилизации» (1939), который позже был признан классическим, в годы своего появления на свет остался почти не замеченным. С середины 1960-х годов началось возрождение и стремительное развитие этого направления в США, что Рэндалл Коллинз впоследствии назвал началом «золотого века макроисторической социологии». Одной из первых важных работ в этот период стала книга Баррингтона Мура «Социальные истоки диктатуры и демократии» (1966), которая открыла серию произведений, ставших классическими. Благодаря работам Мура, Коллинза, а также Рейнхарда Бендикса, Сеймура Липсета, Чарльза Тилли, Теды Скочпол, Майкла Манна и других, историческая социология стала влиятельным направлением в социологии. «Визитной карточкой» исторической социологии в этот период стало широкое применение сравнительного метода. Работы представителей этой «второй волны» в исторической социологии в значительной мере были реакцией на недостатки теории модернизации, которая слишком упрощала развитие человеческих обществ, они пытались ввести более научный подход и акцентировали внимание на изменениях в социальной структуре. К этой же «волне» в развитии исторической социологии относится возникновение школы мир-системного анализа во главе с Иммануилом Валлерстайном и Джованни Арриги.
В 1990-х годах появилась «третья волна» в исторической социологии. Ее представители (Ричард Лахман, Рональд Аминзаде, Элизабет Клеменс, Брайан Дилл и др.) критиковали предшественников за недостаточную историчность их трудов и сосредотачиваются в своих исследованиях на динамике, изменчивости, субъектности исторических актеров и длительных непредсказуемых последствиях их действий. Кроме того, они уделяли гораздо больше внимания культуре, чем представители двух предыдущих «волн», и акцентировали о её важности. Эта «волна» в значительной мере была реакцией на успехи гендерных исследований, постколониальной и других теорий, и усиливалась крахом режимов «реального социализма». Одним из главных сторонников «культурного поворота» в исторической социологии в 1990-х годах был Уильям Сьюэлл, но уже в 2000 году он заявил, что чрезмерная концентрация внимания на культуре и агентности приводит к забвению основных объективных условий капитализма, как раз тогда, когда он расширил сферу своего влияния и власти в мире, и призвал вернуться к исследованиям социальных структур.
В современных американских университетах историческая социология занимает своеобразное место — ею занимается незначительное количество исследователей, но на работы с ней приходится непропорционально большая доля премий за лучшую научную книгу или статью, которые присуждаются Американской социологической ассоциацией.